# Strzępkoskórka kropelkowata
Strzępkoskórka kropelkowata (Peniophorella guttulifera (P. Karst.) K.H. Larss.) – gatunek grzybów z rzędu szczeciniakowców (Hymenochaetales).

## Systematyka i nazewnictwo
Pozycja w klasyfikacji według Index Fungorum: Peniophorella, Rickenellaceae, Hymenochaetales, Agaricomycetidae, Agaricomycetes, Agaricomycotina, Basidiomycota, Fungi.
Po raz pierwszy opisał go w 1889 r. Petter Adolf Karsten nadając mu nazwę Gloeocystidium guttuliferum. Obecną nazwę nadał mu Karl-Henrik Larsson w 2007 r.
Pozostałe synonimy:
- Hyphoderma guttuliferum (P. Karst.) Donk 1962
- Peniophora guttulifera (P. Karst.) Sacc. 1891
- Phlebia guttulifera (P. Karst.) M.P. Christ. 1960[2].

Polską nazwę zarekomendował Władysław Wojewoda w 1973 r. dla synonimu Hyphoderma guttuliferum. Jest niespójna z aktualną nazwą naukową.

## Morfologia
Owocnik rozpostarty, przylegający, miękki, o konsystencji od błoniastej do nieco woskowatej, o grubości do 0,1 (0,15) mm. Hymenofor gładki, owłosiony z wystającymi cystydami, w stanie świeżym białawy do żółtawego, po wyschnięciu przechodzący w brązowe plamy pokryte drobnymi kropkami o barwie od ochrowej do ochrowobrązowej. Brzeg ostry, niewyraźny lub szybko przerzedzający się, oprószony, białawy.
Cechy mikroskopowe
System strzępkowy monomityczny, wszystkie strzępki ze sprzążkami, w hymenium cienkościenne, o szerokości 2–4 (5,5) µm, szkliste do bardzo bladożółtych. W subhymenium strzępki przy podłożu gęste, w górnej warstwie rzadsze, o średnicy (3) 4–6,5 (8,5) µm, nieco grubościenne lub nawet grubościenne, o ściance grubości (0,5–1,5 µm), prawie szkliste do bardzo bladożółtych. Rzadko występują stefanocysty, niektóre w strefie brzeżnej jako boczne lub siedzące elementy na strzępkach podskórnych o średnicy 9–11 μm. Częstsze są cystydy, przeważnie cylindryczne, o wymiarach 60–80 (100)×10–20 µm, wystające 30 (50) µm ponad powierzchnię bhymenium, o pogrubionej, w górnej połowie inkrustowanej ścianie, na szczycie z amorficzną kuleczką o barwie od jasnożółtej do ochrowobrązowej. Podstawki przeważnie prawie maczugowate, czasem lekko kręte, 20–30×5–6 µm z 4 sterygmami o długości do 5 μm. Bazydiospory cylindryczne, ze spłaszczonym lub lekko wklęsłym wierzchołkiem, (8) 9–11 (12)×3,5–4 (4,5) µm, Q = 2–3, gładkie, cienkościenne, szkliste. Strzępki i bazydiospory nieamyloidalne, niecyjanofilne. Inkrustacja: występuje w postaci bezbarwnej do żółtawej pryzmatycznej lub nieregularnej, czasami jako małe lub duże kryształy na wystających i zamkniętych cystydach luzem w pobliżu subikulum lub w kontekście. Cystydy zwykle z wierzchołkowa kulą z żywicznej lub amorficznej substancji o barwie żółtawej do ochrowo-brązowej.

## Zasięg występowania i siedlisko
Znane jest występowanie Peniophorella guttilifera w Ameryce Północnej i Południowej, Europie i Azji. W Polsce W. Wojewoda w 2003 r. przytoczył 3 stanowiska, w późniejszych latach podano następne.
Nadrzewny saprotrof. Występuje w różnego typu lasach na leżących na ziemi pniach i gałęziach drzew. W Polsce notowany na drewnie sosny pospolitej.